# Amata (romanzo)
Amata è un romanzo di Liala, pubblicato per la prima volta nel 1951 a Milano dall'editore Valsecchi.

## Trama
Amos è giovane, bello, ricco, brillante. Vive in un castello dell'entroterra ligure con la madre e il fratello Massimiliano, mandando avanti una fattoria insieme a loro. Nella sua vita entrano due donne: Amata, una giovane contadina, e Foula, una ricca statunitense che vive in Italia col marito Edwin. Foula e il marito sono in crisi da quando il figlioletto è morto in un incidente da loro provocato, mentre Amata ha trascorso tutta la sua vita all'insegna della semplicità e della discrezione. Amos si sente attratto da entrambe le donne, ma sua madre preferirebbe vederlo accanto a Foula.